# Shiu Narayan Kanhai
Shiu Narayan Kanhai, né vers 1932 et mort en mars 1982 à Suva, est un syndicaliste et homme politique fidjien.

## Biographie
Cofondateur d'une école en 1957 avec notamment James Madhavan, il est enseignant de carrière et devient secrétaire général du Syndicat des Enseignants des Fiji (Fiji Teachers Union),. Il se présente sans succès comme candidat indépendant aux élections législatives fidjiennes de 1966, mais remporte la circonscription ethnique indo-fidjienne de Nasinu–Vunidawa aux élections législatives de mars 1977 comme candidat du Parti de la fédération nationale (PFN), entrant ainsi à la Chambre des représentants. Le PFN remporte le scrutin mais ne parvient pas à s'entendre sur la formation d'un gouvernement, ce qui provoque des élections anticipées et la scission du parti en deux factions. Shiu Narayan Kanhai conserve son siège de député, et est l'un des trois seuls élus de la faction soutenant Sidiq Koya. 
Le parti se réconcilie sous la direction de Jai Ram Reddy, chef de l'opposition parlementaire durant la législature 1977-1982 et qui, pour préparer le parti au mieux aux élections de 1982, met en place un cabinet fantôme où S.N. Kanhai est chargé des questions d'Éducation. Ce dernier meurt toutefois quatre mois avant les élections, d'une crise cardiaque, à l'âge de 49 ans.